# Asociación Tarijeña de Fútbol
La Asociación Tarijeña de Fútbol (Associazione calcistica di Tarija, abbreviato in ATF) è una federazione boliviana di calcio. Affiliata alla Federación Boliviana de Fútbol, sovrintende all'organizzazione del campionato dipartimentale di Tarija.

## Storia
Fu fondata il 21 aprile 1922, divenendo così la 5ª federazione dipartimentale boliviana. Nel 1985 il Club Atlético Ciclón divenne la prima società di Tarija a partecipare al campionato professionistico. La massima serie di Tarija è denominata Primera "A".

## Albo d'oro Primera "A"
Dal 2000
| Anno      | Campione         |
| --------- | ---------------- |
| 2000      | Ciclón           |
| 2001      | Ciclón           |
| 2002      | Atlético Bermejo |
| 2003-2004 | ?                |
| 2005      | Entel            |
| 2006      | Ciclón           |
| 2007      | Unión Central    |
| 2008      | Ciclón           |
| 2009      | Ciclón           |
| 2010      | Ciclón           |